# Rheumaptera furva
Rheumaptera furva là một loài bướm đêm trong họ Geometridae.